# Eurovision Song Contest 2001
Der 46. Eurovision Song Contest fand am 12. Mai 2001 in der dänischen Hauptstadt Kopenhagen statt. Austragungsort war das Parken Stadion. Moderiert wurde das Spektakel von Natasja Crone und Søren Pilmark, die ihre Ansagen und Zwischentexte teilweise in Reimform vortrugen.

## Besonderheiten

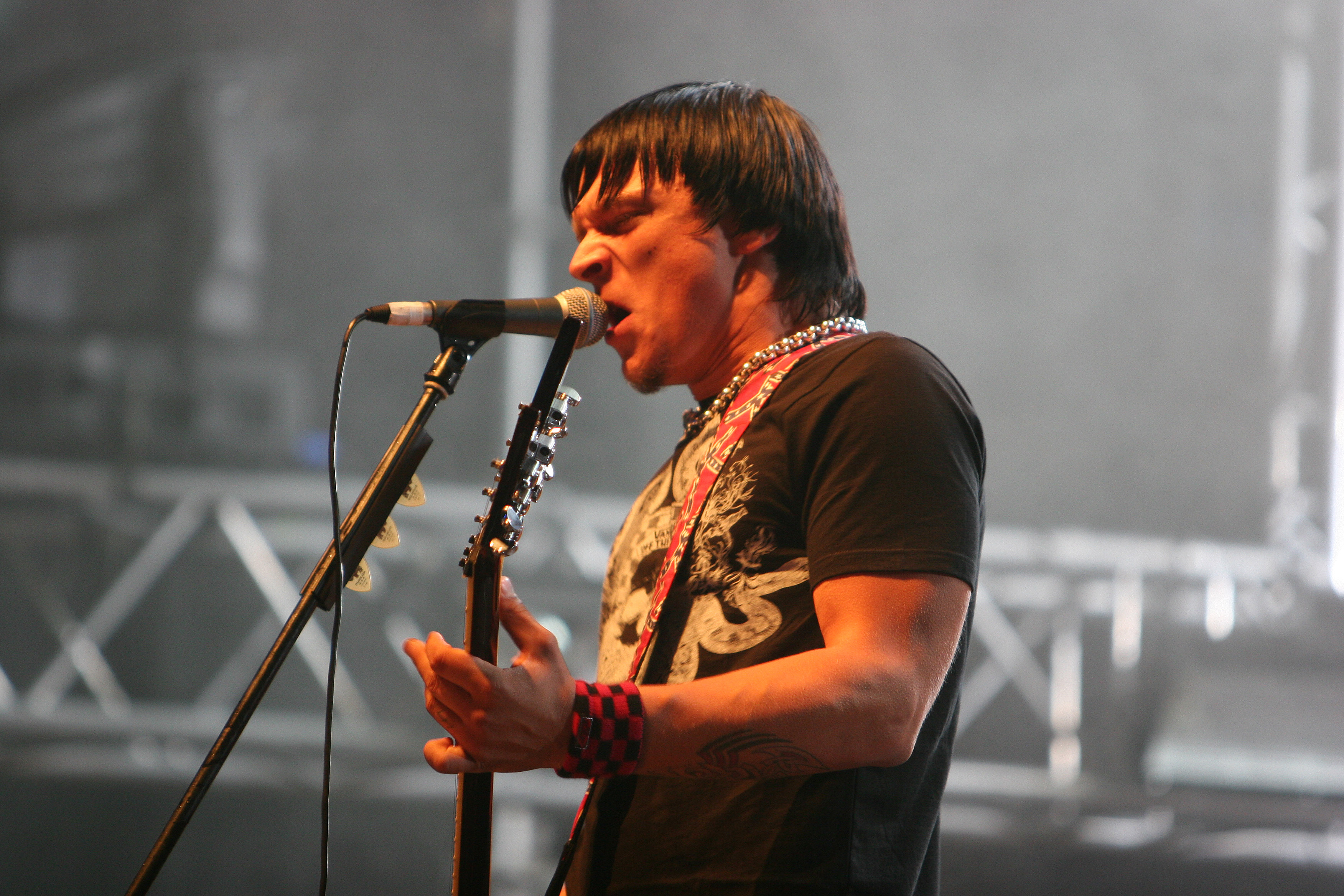
Ein Interpret des Siegertitels, Tanel Padar, im Jahre 2006

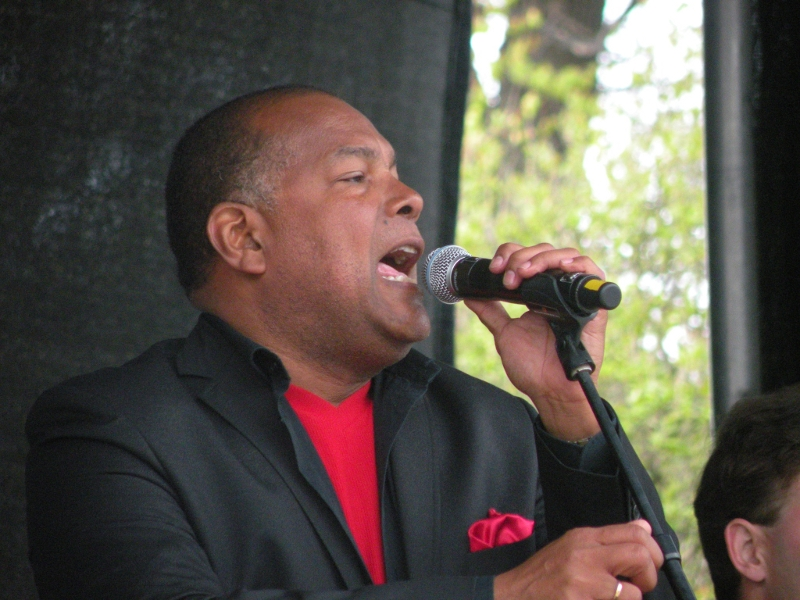
Ein Interpret des Siegertitels, Dave Benton, im Jahre 2009

Als Favoriten galten im Vorfeld die Lieder aus Spanien, Schweden, Frankreich, Slowenien und Griechenland. Letztendlich gewann der estnische Beitrag Everybody, der von Tanel Padar und dem aus Aruba stammenden Dave Benton und ihrer Backgroundgruppe 2XL vorgetragen wurde. Den zweiten Platz belegte der Gastgeber Dänemark; mit dem von Rollo & King in Country-Style gesungenen Lied Never Ever Let You Go war man zum Beispiel auch in Deutschland Favorit. Die Türkei, vertreten durch Sevgiliye son von Sedat Yüce (11. Platz), erhielt bei dieser Wertung nur sieben Punkte.
Als einziges deutschsprachiges Land nahm Deutschland teil, vertreten durch Michelle, die mit dem Titel Wer Liebe lebt Achte wurde. Auch die Niederlande traten mit einer Künstlerin namens Michelle an, ihr voller Name lautete Michelle Courtens. Out on My Own wurde aber nur 19.
In diesem Jahr wurde der von einer Fanseite initiierte Barbara Dex Award zum fünften Mal vergeben. Mit diesen nicht ganz ernst zu nehmenden Preis soll das „schlechteste“ Outfit des Wettbewerbes ausgezeichnet werden. Der diesjährig Gewinner war Piasek aus Polen.

## Teilnehmer

Länder, die im Jahr 2001
nicht teilnahmen, aber mal teilgenommen hatten
teilnahmen

Griechenland nahm wieder am Wettbewerb teil. Mazedonien, Zypern, die Schweiz, Österreich, Rumänien, Belgien und Finnland mussten wegen ihres schlechten Abschneidens in den Jahren zuvor aussetzen, wieder dabei nach einer einjährigen Zwangspause waren Polen, Litauen, Slowenien, Portugal und Bosnien-Herzegowina. Somit nahmen insgesamt 23 Länder teil.

### Wiederkehrende Interpreten
| Land    | Interpret                                    | Vorherige(s) Teilnahmejahr(e) |
| ------- | -------------------------------------------- | ----------------------------- |
| Estland | Tanel Padar (zusammen mit Dave Benton & 2XL) | Begleitung: 2000              |

## Abstimmungsverfahren
Dieses Jahr führte die EBU zum ersten Mal einen Mix der Abstimmung ein (50 % Televoting und 50 % Jury). Für die Länder, die das nicht wollten, konnte auch zu 100 % ein Televoting durchgeführt werden. Nach Angaben der EBU-Regeln (veröffentlicht am 5. Oktober 2000) war es jedem Teilnehmerland frei zur Wahl gestanden, welches Abstimmungssystem durchgeführt wird. In Ausnahmefällen, in denen Televoting nicht möglich war, wurde nur eine Jury eingesetzt: Bosnien und Herzegowina, Türkei und Russland. Nur wenige Länder entschieden sich für das gemischte Abstimmungsverfahren: Kroatien, Griechenland und Malta. Die zehn besten Lieder erhielten 12, 10, 8, 7, 6, 5, 4, 3, 2 und einen Punkt.

## Nationale Vorentscheidungen

### Nationale Vorentscheidungen in deutschsprachigen Ländern

#### Deutschland
Am 2. März 2001 fand der deutsche Vorentscheid mit insgesamt zwölf Teilnehmer statt. In zwei Abstimmungsrunden setzte sich die Sängerin Michelle mit ihrem Lied Wer Liebe lebt durch.

### Andere Länder
| Land                    | Nationaler Vorentscheid          |
| ----------------------- | -------------------------------- |
| Bosnien und Herzegowina | BH Eurosong 2001                 |
| Dänemark                | Dansk Melodi Grand Prix 2001     |
| Estland                 | Eurolaul 2001                    |
| Frankreich              | interne Auswahl                  |
| Griechenland            | Ellinikós Telikós 2001           |
| Irland                  | Eurosong 2001                    |
| Island                  | Söngvakeppni Sjónvarpsins 2001   |
| Israel                  | Kdam Eurovision 2001             |
| Kroatien                | Dora 2001                        |
| Lettland                | Eirodziesma 2001                 |
| Litauen                 | Nationaler Vorentscheid          |
| Malta                   | Malta Song for Europe 2001       |
| Niederlande             | Nationaal Songfestival 2001      |
| Norwegen                | Melodi Grand Prix 2001           |
| Polen                   | interne Auswahl                  |
| Portugal                | Festival da Canção 2001          |
| Russland                | interne Auswahl                  |
| Schweden                | Melodifestivalen 2001            |
| Slowenien               | Evrovizijska Melodija (EMA) 2001 |
| Spanien                 | Operación Triunfo 2001           |
| Türkei                  | Eurovision Şarkı Seçmeleri       |
| Vereinigtes Königreich  | A Song for Europe 2001           |

## Platzierungen
| Platz | Startnr. | Land                    | Interpret                      | Lied Musik (M) und Text (T)                                                                                          | Sprache               | Übersetzung (inoffiziell)      | Punkte |
| ----- | -------- | ----------------------- | ------------------------------ | --- | --------------------- | ------------------------------ | ------ |
| 01.   | 20       | Estland                 | Tanel Padar, Dave Benton & 2XL | Everybody M: Ivar Must; T: Maian-Anna Kärmas                                                                         | Englisch              | Jedermann                      | 198    |
| 02.   | 23       | Dänemark                | Rollo & King                   | Never Ever Let You Go M: Søren Poppe; T: Thomas Brekling, Stefan Teilmann Laub Nielsen                               | Englisch              | Dich niemals gehen lassen      | 177    |
| 03.   | 22       | Griechenland            | Antique                        | I Would Die for You M: Nikos Terzis; T: Antonis Pappas                                                               | Englisch, Griechisch  | Ich würde für dich sterben     | 147    |
| 04.   | 14       | Frankreich              | Natasha Saint-Pier             | Je n’ai que mon âme M: Jill Kapler; T: Jill Kapler, M. Jones                                                         | Französisch, Englisch | Ich habe nur meine Seele       | 142    |
| 05.   | 07       | Schweden                | Friends                        | Listen to Your Heartbeat M/T: Thomas G:son, Henrik Sethsson                                                          | Englisch              | Hör auf deinen Herzschlag      | 100    |
| 06.   | 13       | Spanien                 | David Civera                   | Dile que la quiero M/T: Alejandro Abad                                                                               | Spanisch              | Sag ihr, dass ich sie liebe    | 076    |
| 07.   | 17       | Slowenien               | Nuša Derenda                   | Energy M: Matjaž Vlašič; T: Urša Vlašič, Lucienne Lonchina                                                           | Englisch              | Energie                        | 070    |
| 08.   | 19       | Deutschland             | Michelle                       | Wer Liebe lebt M: Gino Trovatello, Matthias Stingl; T: Eva Richter, Mary Applegate                                   | Deutsch, Englisch     | –                              | 066    |
| 09.   | 21       | Malta                   | Fabrizio Faniello              | Another Summer Night M: Paul Abela; T: Georgina Abela                                                                | Englisch              | Noch eine Sommernacht          | 048    |
| 10.   | 10       | Kroatien                | Vanna                          | Strings of My Heart M: Tonči Huljić; T: Vjekoslava Huljić                                                            | Englisch              | Die Saiten meines Herzens      | 042    |
| 11.   | 15       | Türkei                  | Sedat Yüce                     | Sevgiliye son M: Semih Güneri; T: Nurdan Güneri, Figen Çakmak                                                        | Türkisch, Englisch    | Das Ende der Liebe             | 041    |
| 12.   | 06       | Russland                | Mumiy Troll Мумий Тролль       | Lady Alpine Blue M/T: Ilja Lagutenko                                                                                 | Englisch              | –                              | 037    |
| 13.   | 08       | Litauen                 | Skamp                          | You Got Style M: Viktoras Diawara; T: Viktoras Diawara, Erica Quinn Jennings, Vilius Alesius                         | Englisch, Litauisch a | Du hast Stil                   | 035    |
| 14.   | 03       | Bosnien und Herzegowina | Nino                           | Hano M/T: Nino Pršeš                                                                                                 | Bosnisch, Englisch    | Hannah                         | 029    |
| 15.   | 16       | Vereinigtes Königreich  | Lindsay D.                     | No Dream Impossible M/T: Russ Ballard, Chris Winter                                                                  | Englisch              | Kein Traum ist unmöglich       | 028    |
| 16.   | 05       | Israel                  | Tal Sondak טל סונדק            | Ein davar (אין דבר) M: Yair Klinger; T: Shimrit Orr                                                                  | Hebräisch             | Macht nichts                   | 025    |
| 17.   | 11       | Portugal                | MTM                            | Eu só sei ser feliz assim M/T: Marco Quelhas                                                                         | Portugiesisch         | Ich kann nur so glücklich sein | 018    |
| 18.   | 09       | Lettland                | Arnis Mednis                   | Too Much M: Arnis Mednis; T: Arnis Mednis, Gustavs Terzens                                                           | Englisch              | Zu viel                        | 016    |
| 18.   | 01       | Niederlande             | Michelle                       | Out on My Own M: Dirk-Jan Vermeij, André Remkes; T: André Remkes                                                     | Englisch              | Alleine draußen                | 016    |
| 20.   | 18       | Polen                   | Piasek                         | 2 Long M: Robert Chojnacki; T: Andrzej Piaseczny                                                                     | Englisch              | Zu lange                       | 011    |
| 21.   | 12       | Irland                  | Gary O’Shaughnessy             | Without Your Love M/T: Pat Sheridan                                                                                  | Englisch              | Ohne deine Liebe               | 006    |
| 22.   | 02       | Island                  | Two Tricky                     | Angel M: Einar Bárðarson, Magnús Þór Sigmundsson; T: Einar Bárðarson                                                 | Englisch              | Engel                          | 003    |
| 22.   | 04       | Norwegen                | Haldor Lægreid                 | On My Own M: Tom-Steinar Hanssen, Ole Henrik Antonsen; T: Tom-Steinar Hanssen, Ole Henrik Antonsen, Ole Jørgen Olsen | Englisch              | Alleine                        | 003    |

Ab diesem Jahr qualifizierten sich die Länder wieder nach dem Modus von 1993. Die rot markierten Länder mussten im nächsten Jahr pausieren. Lettland durfte 2002 nur teilnehmen, weil Portugal sich entschloss, 2002 nicht teilzunehmen.

### Punktevergabe

Karte der Punktevergabe für den Siegertitel aus Estland nach Ländern

| Land | Abstimmungsergebnisse | Abstimmungsergebnisse | Abstimmungsergebnisse | Abstimmungsergebnisse | Abstimmungsergebnisse | Abstimmungsergebnisse | Abstimmungsergebnisse | Abstimmungsergebnisse | Abstimmungsergebnisse | Abstimmungsergebnisse | Abstimmungsergebnisse | Abstimmungsergebnisse | Abstimmungsergebnisse | Abstimmungsergebnisse | Abstimmungsergebnisse | Abstimmungsergebnisse | Abstimmungsergebnisse | Abstimmungsergebnisse | Abstimmungsergebnisse | Abstimmungsergebnisse | Abstimmungsergebnisse | Abstimmungsergebnisse | Abstimmungsergebnisse | Abstimmungsergebnisse | Abstimmungsergebnisse |
| Land | Punkte                | NL                    | IS                    | BA                    | NO                    | IL                    | RU                    | SE                    | LT                    | LV                    | HR                    | PT                    | IE                    | ES                    | FR                    | TR                    | UK                    | SI                    | PL                    | DE                    | EE                    | MT                    | GR                    | DK                    | Votings               |
| --- | --------------------- | --------------------- | --------------------- | --------------------- | --------------------- | --------------------- | --------------------- | --------------------- | --------------------- | --------------------- | --------------------- | --------------------- | --------------------- | --------------------- | --------------------- | --------------------- | --------------------- | --------------------- | --------------------- | --------------------- | --------------------- | --------------------- | --------------------- | --------------------- | --------------------- |
| Niederlande | 016                   |                       | –                     | –                     | –                     | 5                     | 1                     | –                     | –                     | –                     | –                     | 6                     | –                     | –                     | –                     | –                     | –                     | 4                     | –                     | –                     | –                     | –                     | –                     | –                     | 04                    |
| Island | 003                   | –                     |                       | –                     | 1                     | –                     | –                     | –                     | –                     | –                     | –                     | –                     | –                     | –                     | –                     | –                     | –                     | –                     | –                     | –                     | –                     | –                     | –                     | 2                     | 02                    |
| Bosnien und Herzegowina                                                                                                | 029                   | –                     | –                     |                       | –                     | –                     | –                     | 4                     | –                     | –                     | 10                    | –                     | –                     | –                     | –                     | –                     | –                     | 7                     | –                     | –                     | –                     | 1                     | –                     | 7                     | 05                    |
| Norwegen | 003                   | –                     | –                     | –                     |                       | –                     | –                     | –                     | –                     | –                     | –                     | 3                     | –                     | –                     | –                     | –                     | –                     | –                     | –                     | –                     | –                     | –                     | –                     | –                     | 01                    |
| Israel | 025                   | –                     | –                     | 6                     | –                     |                       | –                     | –                     | –                     | –                     | –                     | –                     | –                     | –                     | 10                    | 7                     | –                     | –                     | –                     | –                     | –                     | –                     | 2                     | –                     | 04                    |
| Russland | 037                   | –                     | 5                     | –                     | –                     | 3                     |                       | –                     | 10                    | 8                     | –                     | –                     | –                     | –                     | –                     | –                     | –                     | –                     | –                     | –                     | 4                     | 2                     | 5                     | –                     | 07                    |
| Schweden | 100                   | –                     | 7                     | 3                     | 2                     | 8                     | 2                     |                       | 2                     | 6                     | 4                     | 5                     | 8                     | 5                     | 2                     | 8                     | 8                     | –                     | 5                     | –                     | 7                     | 8                     | –                     | 10                    | 18                    |
| Litauen | 035                   | 5                     | 1                     | 2                     | –                     | 4                     | 10                    | 1                     |                       | 5                     | –                     | –                     | 1                     | –                     | –                     | –                     | 4                     | 2                     | –                     | –                     | –                     | –                     | –                     | –                     | 10                    |
| Lettland | 016                   | –                     | –                     | –                     | –                     | –                     | –                     | –                     | 8                     |                       | –                     | –                     | –                     | –                     | –                     | –                     | –                     | –                     | –                     | –                     | 8                     | –                     | –                     | –                     | 02                    |
| Kroatien | 042                   | –                     | –                     | 7                     | –                     | –                     | –                     | –                     | –                     | –                     |                       | –                     | –                     | –                     | –                     | 10                    | –                     | 5                     | –                     | 3                     | –                     | 10                    | 7                     | –                     | 06                    |
| Portugal | 018                   | –                     | –                     | –                     | –                     | –                     | –                     | –                     | –                     | –                     | –                     |                       | –                     | 6                     | 12                    | –                     | –                     | –                     | –                     | –                     | –                     | –                     | –                     | –                     | 02                    |
| Irland | 006                   | –                     | –                     | –                     | –                     | –                     | –                     | –                     | –                     | –                     | –                     | 1                     |                       | –                     | –                     | –                     | 5                     | –                     | –                     | –                     | –                     | –                     | –                     | –                     | 02                    |
| Spanien | 076                   | 7                     | 2                     | 5                     | 4                     | 12                    | –                     | 5                     | –                     | 4                     | –                     | 7                     | 3                     |                       | 5                     | 6                     | 3                     | 1                     | 1                     | –                     | 3                     | –                     | 8                     | –                     | 16                    |
| Frankreich | 142                   | 8                     | 4                     | 12                    | 7                     | 2                     | 12                    | 6                     | 7                     | 7                     | 6                     | 12                    | 7                     | 3                     |                       | 1                     | 6                     | 6                     | 10                    | 6                     | 10                    | –                     | 4                     | 6                     | 21                    |
| Türkei | 041                   | 3                     | –                     | –                     | –                     | –                     | –                     | –                     | –                     | –                     | 7                     | –                     | –                     | –                     | 7                     |                       | –                     | –                     | –                     | 7                     | –                     | 4                     | 10                    | 3                     | 07                    |
| Vereinigtes Königreich                                                                                                 | 028                   | 2                     | –                     | –                     | –                     | –                     | 3                     |                       | 3                     | 3                     | 3                     | 2                     | 4                     | 1                     | –                     | –                     |                       | –                     | 2                     | 2                     | –                     | 3                     | –                     | –                     | 11                    |
| Slowenien | 070                   | 4                     | 6                     | 10                    | 6                     | 1                     | 4                     | 7                     | 4                     | –                     | 8                     | –                     | 2                     | 2                     | 1                     | –                     | –                     |                       | 6                     | 4                     | 5                     | –                     | –                     | –                     | 15                    |
| Polen | 011                   | –                     | –                     | –                     | –                     | –                     | –                     | 2                     | –                     | –                     | –                     | –                     | –                     | –                     | –                     | –                     | –                     | 3                     |                       | 5                     | –                     | –                     | –                     | 1                     | 04                    |
| Deutschland | 066                   | 1                     | –                     | –                     | 3                     | –                     | 8                     | –                     | –                     | 1                     | 1                     | 10                    | 6                     | 10                    | 6                     | 3                     | 2                     | –                     | 4                     |                       | 1                     | 5                     | 1                     | 4                     | 16                    |
| Estland | 198                   | 12                    | 10                    | 4                     | 10                    | 6                     | 6                     | 8                     | 12                    | 12                    | 2                     | –                     | 10                    | 8                     | 8                     | 12                    | 12                    | 12                    | 12                    | 10                    |                       | 12                    | 12                    | 8                     | 21                    |
| Malta | 048                   | –                     | 3                     | 1                     | 5                     | –                     | 7                     | 3                     | 1                     | –                     | –                     | –                     | –                     | 4                     | –                     | 2                     | 1                     | –                     | 3                     | 1                     | 2                     |                       | 3                     | 12                    | 14                    |
| Griechenland | 147                   | 6                     | 8                     | 8                     | 8                     | 10                    | 5                     | 12                    | 5                     | 2                     | 5                     | 4                     | 5                     | 12                    | 3                     | 5                     | 7                     | 8                     | 8                     | 8                     | 6                     | 7                     |                       | 5                     | 22                    |
| Dänemark | 177                   | 10                    | 12                    | –                     | 12                    | 7                     | –                     | 10                    | 6                     | 10                    | 12                    | 8                     | 12                    | 7                     | 4                     | 4                     | 10                    | 10                    | 7                     | 12                    | 12                    | 6                     | 6                     |                       | 20                    |
| Die Tabelle ist senkrecht nach der Auftrittsreihenfolge geordnet, waagerecht nach der chronologischen Punkteverlesung. |                       |                       |                       |                       |                       |                       |                       |                       |                       |                       |                       |                       |                       |                       |                       |                       |                       |                       |                       |                       |                       |                       |                       |                       |                       |

### Statistik der Zwölf-Punkte-Vergabe
| Anzahl | Land         | erhalten von                                                                                          |
| ------ | ------------ | --- |
| 9      | Estland      | Griechenland, Lettland, Litauen, Malta, Niederlande, Polen, Slowenien, Türkei, Vereinigtes Königreich |
| 6      | Dänemark     | Deutschland, Estland, Island, Irland, Kroatien, Norwegen                                              |
| 3      | Frankreich   | Bosnien und Herzegowina, Portugal, Russland                                                           |
| 2      | Griechenland | Schweden, Spanien                                                                                     |
| 1      | Malta        | Dänemark                                                                                              |
| 1      | Spanien      | Israel                                                                                                |
| 1      | Portugal     | Frankreich                                                                                            |

### Punktesprecher
| Nr. | Land                    | Punktesprecher            | Anmerkungen                                                |
| --- | ----------------------- | ------------------------- | ---------------------------------------------------------- |
| 01  | Niederlande             | Marlayne                  | Teilnehmerin 1999, Punktesprecherin 2000                   |
| 02  | Island                  | Eva María Jónsdóttir      | –                                                          |
| 03  | Bosnien und Herzegowina | Segmedina Srna            | Punktesprecherin 1996, 1997 und 1999                       |
| 04  | Norwegen                | Roald Øyen                | –                                                          |
| 05  | Israel                  | Yoav Ginai                | Punktesprecher 1999 und 2000                               |
| 06  | Russland                | Larisa Verbitskaya        | –                                                          |
| 07  | Schweden                | Josefine Sundström        | –                                                          |
| 08  | Litauen                 | Loreta Tarozaitė          | –                                                          |
| 09  | Lettland                | Renārs Kaupers            | Teilnehmer 2000, Moderator 2003                            |
| 10  | Kroatien                | Daniela Trbović           | Punktesprecherin 1995 und 1996                             |
| 11  | Portugal                | Margarida Mercês de Mello | Punktesprecherin 1993                                      |
| 12  | Irland                  | Bláthnaid Ní Chofaigh     | –                                                          |
| 13  | Spanien                 | Jennifer Rope             | –                                                          |
| 14  | Frankreich              | Corinne Hermès            | Siegerin 1983 für Luxemburg                                |
| 15  | Türkei                  | Meltem Ersan Yazgan       | –                                                          |
| 16  | Vereinigtes Königreich  | Colin Berry               | Punktesprecher 1977 bis 1979, 1981 bis 1997, 1999 und 2000 |
| 17  | Slowenien               | Mojca Mavec               | Punktesprecherin 1997 und 1998                             |
| 18  | Polen                   | Maciej Orłoś              | –                                                          |
| 19  | Deutschland             | Axel Bulthaupt            | Punktesprecher 2000, Moderator Countdown Grand Prix 2001   |
| 20  | Estland                 | Ilomai Küttim „Elektra“   | –                                                          |
| 21  | Malta                   | Marbeck Spiteri           | –                                                          |
| 22  | Griechenland            | Alexis Kostalas           | Punktesprecher 1998                                        |
| 23  | Dänemark                | Gry Johansen              | Teilnehmerin 1983                                          |

## Übertragung

### Fernsehübertragung
| Land                     | Sender    | Kommentar                                     |
| ------------------------ | --------- | --------------------------------------------- |
| Teilnehmerländer         |           |                                               |
| Bosnien und Herzegowina  | BHRT      | Dejan Kukrić                                  |
| Dänemark                 | DR1       | Hans Otto Bisgaard & Hilda Heick              |
| Deutschland              | Das Erste | Peter Urban                                   |
| Estland                  | ETV       | Marko Reikop                                  |
| Frankreich               | France 3  | Marc-Olivier Fogiel & Dave                    |
| Griechenland             | ERT       |                                               |
| Irland                   | RTÉ One   | Marty Whelan                                  |
| Island                   | RÚV       | Gísli Marteinn Baldursson                     |
| Israel                   | Channel 1 |                                               |
| Kroatien                 | HRT1      |                                               |
| Lettland                 | LTV       | Kārlis Streips                                |
| Litauen                  | LRT       | Darius Užkuraitis                             |
| Malta                    | TVM       |                                               |
| Niederlande              | NPO 2     | Willem van Beusekom                           |
| Norwegen                 | NRK1      | Jostein Pedersen                              |
| Polen                    | TVP1      | Artur Orzech                                  |
| Portugal                 | RTP1      | Eláido Clímaco                                |
| Russland                 | ORT       | Alexander Anatolyevich & Konstantin Mikhailov |
| Schweden                 | SVT 1     | Henrik Olsson                                 |
| Slowenien                | SLO 1     |                                               |
| Spanien                  | La 1      | José Luis Uribarri                            |
| Türkei                   | TRT 1     |                                               |
| Vereinigtes Königreich   | BBC One   | Terry Wogan                                   |
| Nichtteilnehmende Länder |           |                                               |
| Australien               | SBS       | Effie Stephanidis                             |
| Belgien                  | La Une    | Jean-Pierre Hautier                           |
| Belgien                  | VRT 1     | André Vermeulen & Anja Daems                  |
| Finnland                 | Yle TV1   | Jani Juntunen & Asko Murtomäki                |
| Mazedonien               | MRT       |                                               |
| Österreich               | ORF 1     | Andi Knoll                                    |
| Rumänien                 | TVR 1     | Leonard Miron                                 |
| Schweiz                  | SRF zwei  | Sandra Studer                                 |
| Schweiz                  | TSR 1     | Jean-Marc Richard                             |
| Schweiz                  | TSI 1     | Jonathan Tedesco                              |
| Zypern                   | RIK 2     | Evi Papamichael                               |